# Miagrammopes mexicanus
Miagrammopes mexicanus är en spindelart som beskrevs av Octavius Pickard-Cambridge 1893.
Miagrammopes mexicanus ingår i släktet Miagrammopes och familjen krusnätsspindlar. Inga underarter finns listade i Catalogue of Life.